# Luigi Gaudiano
Luigi Gaudiano (* 3. Juli 1965 in Pagani) ist ein ehemaliger italienischer Boxer im Schwergewicht. Er war unter anderem Teilnehmer der Olympischen Spiele 1988 (Platz 5).

## Werdegang
Gaudiano wurde 1986 Italienischer Meister und startete bei der Europameisterschaft 1987 in Turin, wo er mit Siegen gegen Milenko Andrić aus Jugoslawien und José Ortega aus Spanien, sowie einer Niederlage im Halbfinale gegen Ramsan Sebijew aus der Sowjetunion, eine Bronzemedaille gewann. Bei den Mittelmeerspielen 1987 in Latakia siegte er gegen Aleksandar Risimić aus Jugoslawien und José Ortega, ehe er im Finalkampf gegen den Algerier Mohamed Bouchiche unterlag und dadurch Silber gewann.
1988 nahm er noch an den Olympischen Spielen in Seoul teil. Dort siegte er diesmal gegen Ramsan Sebijew, ehe er im Viertelfinale gegen den späteren US-amerikanischen Olympiasieger Ray Mercer ausschied.
Von März 1989 bis Juli 1991 gewann er 10 von 11 Profikämpfen.
Nach seiner sportlichen Karriere war er als Unternehmer tätig.